# Сулаймонов, Шахром Тоджидинович
Шахром Тоджидинович Сулаймонов (27 июня 1997, Душанбе, Таджикистан) — таджикский футболист, нападающий.

## Биография
Родился 27 июня 1997 года в Таджикистане. Воспитанник казанского «Рубина». В составе команды «Рубин U-17» становился победителем молодёжного первенства России, а также был признан лучшим игроком турнира. С июля 2016 был в молодёжном составе финского клуба ХИК. В конце февраля 2017 года подписал контракт с клубом чемпионата Литвы «Утенис», в составе которого дебютировал 9 апреля того же года, выйдя на замену на 61-й минуте матча против «Судувы». Всего провёл в чемпионате Литвы 10 матчей и забил 1 гол. Летом 2017 года перешёл в клуб из Таджикистана «Истиклол».